# Équipe de Roumanie de rugby à XV à la Coupe du monde 1987
L'équipe de Roumanie a été éliminée en poule lors de la Coupe du monde de rugby 1987, après avoir perdu deux matches et en avoir remporté un.
Les joueurs ci-après ont joué pendant cette Coupe du monde 1987. Les noms en gras désignent les joueurs qui ont été titularisés le plus souvent.

## Résultats
Les équipes de France et d'Écosse étant à égalité, elles sont départagées 
- à la différence particulière : France : 0, Écosse : 0
- puis au nombre d'essais dans leur confrontation : France : 3, Écosse : 2

L'équipe de France est donc première de la poule D
| \| \| MJ \| V \| N \| D \| PP \| PC \| Pts \| \| -------- \| -- \| - \| - \| - \| --- \| --- \| --- \| \| France \| 3 \| 2 \| 1 \| 0 \| 145 \| 44 \| 8 \| \| Écosse \| 3 \| 2 \| 1 \| 0 \| 135 \| 69 \| 8 \| \| Roumanie \| 3 \| 1 \| 0 \| 2 \| 61 \| 130 \| 5 \| \| Zimbabwe \| 3 \| 0 \| 0 \| 3 \| 53 \| 151 \| 3 \| | - France 20-20 Écosse - Roumanie 21-20 Zimbabwe - France 55-12 Roumanie - Écosse 60-21 Zimbabwe - Écosse 55-28 Roumanie - France 70-12 Zimbabwe |   |   |   |     |     |     |
| | MJ | V | N | D | PP  | PC  | Pts |
| France | 3 | 2 | 1 | 0 | 145 | 44  | 8   |
| Écosse | 3 | 2 | 1 | 0 | 135 | 69  | 8   |
| Roumanie | 3 | 1 | 0 | 2 | 61  | 130 | 5   |
| Zimbabwe | 3 | 0 | 0 | 3 | 53  | 151 | 3   |

### L'équipe de Roumanie troisième de poule

#### Première Ligne
- Ion Bucan (2 matches comme titulaire)
- Emilian Grigore (3 matches, 2 comme titulaire)
- Vasile Ilca (1 match comme titulaire)
- Gheorghe Leonte (2 matches comme titulaire)
- Florea Opris (1 match comme titulaire)
- Vasile Pascu (1 match comme titulaire)

#### Deuxième Ligne
- Laurentiu Constantin (3 matches comme titulaire)
- Stefan Constantin (2 matches comme titulaire)
- Nicolae Veres (1 match comme titulaire)

#### Troisième Ligne
- Hari Dumitras (2 matches comme titulaire)
- Gheorghie Dumitru (2 matches, 1 comme titulaire)
- Florică Murariu (2 matches comme titulaire, 2 essais, 8 points)
- Ene Necula (1 match comme titulaire)
- Christian Raducanu (3 matches comme titulaire)

#### Demi de mêlée
- Mircea Paraschiv (3 matches comme titulaire, 1 essai, 4 points)

#### Demi d'ouverture
- Dumitru Alexandru (2 matches comme titulaire, 6 pénalités, 1 transformation, 20 points)
- Romeo Bezuscu (1 match comme titulaire, 4 pénalités, 12 points)

#### Trois quart centre
- Vasile David (2 matches comme titulaire)
- Stefan Tofan (3 matches comme titulaire)

#### Trois quart aile
- Liviu Hodorca (1 match, non titulaire, 1 essai, 4 points)
- Adrian Lungu (3 matches comme titulaire)
- Alexandru Marin (1 match comme titulaire)
- Adrian Pilotschi (1 match comme titulaire)
- Marcel Toader (3 matches comme titulaire, 2 essais, 8 points)

#### Arrière
- Vasile Ion (3 matches, 2 comme titulaire, 1 pénalité, 1 transformation, 5 points)

## Meilleurs marqueurs d'essais
- Dumitru Alexandru 20 points
- Romeo Bezuscu 12 points
- Florică Murariu, Marcel Toader 8 points

## Meilleurs réalisateurs
- Florică Murariu, Marcel Toader 2 essais